# سالين (ميشيغان)

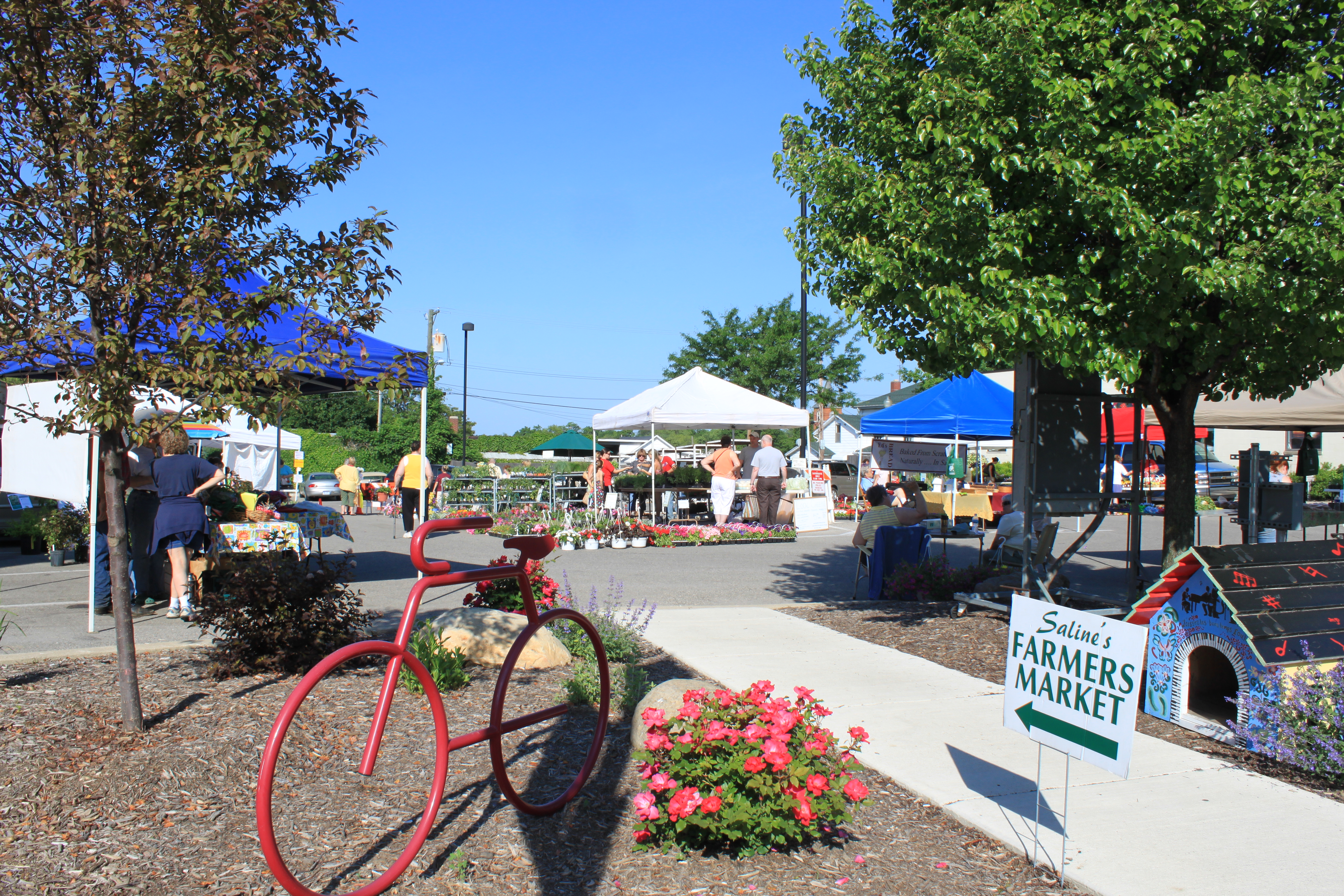
سوق المزارعين في سالين

سالين (بالإنجليزية: Saline, Michigan)‏ هي مدينة تقع بولاية ميشيغان في شمال شرق الولايات المتحدة. تبلغ مساحة هذه المدينة 11.21 (كم²)، وترتفع عن سطح البحر 250 م، بلغ عدد سكانها 8810 نسمة في عام 2010 حسب إحصاء مكتب تعداد الولايات المتحدة وتصل الكثافة السكانية فيها 798.5 نسمة/كم2.

## التركيبة السكانية
قام مكتب تعداد الولايات المتحدة بتحديد بيانات التركيبة السكانية لسالين في تعداد الولايات المتحدة. في ما يلي، التركيبة السكانية حسب تعدادي 2000 و2010.

### تعداد عام 2000
بلغ عدد سكان سالين 8,034 نسمة بحسب تعداد عام 2000، وبلغ عدد الأسر 3,148 أسرة وعدد العائلات 2,134 عائلة مقيمة في المدينة.
وتوزع التركيب العرقي للمدينة بنسبة 95.69% من البيض و 0.32% من الأمريكيين الأصليين و 1.94% من الأمريكيين ذوي الأصول الآسيوية و 0.05% من سكان جزر المحيط الهادئ و 0.56% من الأمريكيين الأفارقة و 1.11% من عرقين مختلطين أو أكثر.
```
وبلغت نسبة 
الأزواج
 القاطنين مع بعضهم البعض 54.2% من أصل المجموع الكلي للأسر، ونسبة 10.8% من الأسر كان لديها معيلات من الإناث دون وجود شريك، وكانت نسبة 32.2% من غير العائلات. تألفت نسبة 27.8% من أصل جميع الأسر من أفراد ونسبة 9.7% كانوا يعيش معهم شخص وحيد يبلغ من العمر 65 عاماً فما فوق.
```

بلغ العمر الوسطي للسكان 36 عاماً. وكانت نسبة 28.6% من القاطنين تحت سن الثامنة عشر، وكانت نسبة 5.7% بين الثامنة عشر والأربعة وعشرون عاماً، ونسبة 32.6% كانت واقعةً في الفئة العمرية ما بين الخامسة والعشرون حتى والأربعة وأربعون عاماً، ونسبة 21.8% كانت ما بين الخامسة والأربعون حتى الرابعة والستون، ونسبة 11.3% كانت ضمن فئة الخامسة والستون عاماً فما فوق. يوجد لكل 100 أنثى 86.6 ذكر، ويوجد لكل 100 أنثى في الثامنة عشر من عمرها فما فوق 81.2 ذكر.
بلغ متوسط دخل الأسرة في المدينة 59,382 دولار، أما متوسط دخل العائلة فبلغ 73,162 دولار. وكان متوسط دخل الذكور 51,391 دولار مقابل 32,254 دولار للإناث. وسجل دخل الفرد الخاص بالمدينة 26,208 دولار. وكانت نسبة 3.0% من العائلات ونسبة 4.0% من السكان تحت خط الفقر، وكان من هؤلاء نسبة 4.0% تحت سن الثامنة عشر ونسبة 4.3% في الخامسة والستين من العمر وما فوق.

### تعداد عام 2010
بلغ عدد سكان سالين 8,810 نسمة بحسب تعداد عام 2010، وبلغ عدد الأسر 3,699 أسرة وعدد العائلات 2,336 عائلة مقيمة في المدينة. في حين سجلت الكثافة السكانية 2,068.1 نسمة لكل ميل مربع (798.5/كم2). وبلغ عدد الوحدات السكنية 3,923 وحدة بمتوسط كثافة قدره 920.9 لكل ميل مربع (355.6/كم2).
وتوزع التركيب العرقي للمدينة بنسبة 93.6% من البيض و 0.2% من الأمريكيين الأصليين و 2.5% من الأمريكيين ذوي الأصول الآسيوية و 1.4% من الأمريكيين الأفارقة و 1.8% من عرقين مختلطين أو أكثر.
بلغ عدد الأسر 3,699 أسرة كانت نسبة 33.2% منها لديها أطفال تحت سن الثامنة عشر تعيش معهم، وبلغت نسبة الأزواج القاطنين مع بعضهم البعض 49.1% من أصل المجموع الكلي للأسر، ونسبة 10.6% من الأسر كان لديها معيلات من الإناث دون وجود شريك، بينما كانت نسبة 3.5% من الأسر لديها معيلون من الذكور دون وجود شريكة وكانت نسبة 36.8% من غير العائلات. تألفت نسبة 32.1% من أصل جميع الأسر من أفراد ونسبة 13.3% كانوا يعيش معهم شخص وحيد يبلغ من العمر 65 عاماً فما فوق. وبلغ متوسط حجم الأسرة المعيشية 3.00، أما متوسط حجم العائلات فبلغ 2.34.
بلغ العمر الوسطي للسكان 41.1 عاماً. وكانت نسبة 24.5% من القاطنين تحت سن الثامنة عشر، وكانت نسبة 7.1% بين الثامنة عشر والأربعة وعشرون عاماً، ونسبة 24.2% كانت واقعةً في الفئة العمرية ما بين الخامسة والعشرون حتى والأربعة وأربعون عاماً، ونسبة 29.6% كانت ما بين الخامسة والأربعون حتى الرابعة والستون، ونسبة 14.6% كانت ضمن فئة الخامسة والستون عاماً فما فوق. وتوزع التركيب الجنسي للسكان بنسبة 47.0% ذكور و53.0% إناث.

## التاريخ
سافر الأمريكيون الأصليون قبل القرن الثامن عشر إلى ما يُعرف الآن باسم «سالين» بحثاً عن الطرائد البرية ولكي يجمعوا الملح من ينابيع الملح المنتشرة في المنطقة المحيطة. استكشف الفرنسيون خلال القرن الثامن عشر، وحصدوا الملح أيضاً. وأطلقوا على النهر المحلي اسم «سالين» وتعني «مالح» باللغة الفرنسية. وقد استقر الأوروبيون في المنطقة خلال القرن التاسع عشر، وكان معظمهم من إنجلترا وألمانيا. قام سكان المدينة وأورانج ريسدون الذي يعد رسمياً من مؤسسي المدينة بتسمية المدينة باسم «سالين» وتأسست رسمياً عام 1832. وجرى وصل خدمة سكك حديدية عام 1870.

## التركيبة السكانية
بلغ عدد سكان سالين 8,810 نسمة بحسب تعداد عام 2010، وبلغ عدد الأسر 3,699 أسرة وعدد العائلات 2,336 عائلة مقيمة في المدينة. في حين سجلت الكثافة السكانية 2,068.1 نسمة لكل ميل مربع (798.5 / كم2). وبلغ عدد الوحدات السكنية 3,923 وحدة سكنية بمتوسط كثافة 920.9 لكل ميل مربع (355.6 / كم2). وتوزعت التركيبة العرقية للمدينة كالآتي: نسبة 93.6% من السكان بيض ونسبة 1.4% أمريكيون من أصول أفريقية ونسبة 0.2% أمريكيون أصليون ونسبة 2.5% آسيويون ونسبة 0.4% من الأعراق الأخرى ونسبة 1.8% تنتمي لعرقين أو أكثر. وكانت نسبة الهسبانيين أو اللاتينيين من أي عرق تبلغ 2.6% من السكان.

## المدن الشقيقة
- بريكون، ويلز، المملكة المتحدة منذ 1966
- ليندنبرغ إم آلغوي، ألمانيا منذ 2003[13]

## وصلات خارجية
- The US50 - Cities and Towns in Michigan State